# Libres (Messico)
Libres è una municipalità dello stato di Puebla, nel Messico centrale, il cui capoluogo è la località di Ciudad de Libres.
Conta 31.532 abitanti (2015) e ha una estensione di 275,48 km². 	 	
Il significato del nome originatio della località in lingua nahuatl è grande terra.